# Duripelta pallida
Espèce
Synonymes
- Ascuta pallida Forster, 1956

Duripelta pallida est une espèce d'araignées aranéomorphes de la famille des Orsolobidae.

## Distribution
Cette espèce est endémique de Nouvelle-Zélande. Elle se rencontre dans la région de Southland.

## Description
Le mâle mesure 1,3 mm et la femelle 1,4 mm.

## Publication originale
- Forster, 1956  : New Zealand spiders of the family Oonopidae. Records of the Canterbury Museum, vol. 7, no 2, p. 89-169.